# Certi obblighi
Certi obblighi è una novella di Luigi Pirandello del 1912, contenuta nella raccolta Novelle per un anno. Narra la vicenda di un lampionaio deriso dalla gente per via dell'adulterio commesso dalla moglie. La novella tratta dunque la tematica verista della sanzione sociale nei confronti dell'individuo. In più, l'ottica verista è ampliata dal paradosso dell'esistenza: qualsiasi cosa il protagonista intraprenda, risulterà irrimediabilmente sbagliata. Elementi narrativi di questa novella furono utilizzati per il dramma Il berretto a sonagli.

## Riassunto
Quaquèo, lampionaio, ha il compito di assicurare l'illuminazione pubblica delle strade del paese. I lampioni devono essere accesi ogni sera salendo su una scala. Il lampionaio ha difficoltà nel camminare e nel compiere il suo lavoro: in seguito ad una caduta, è infatti rimasto con una gamba più corta dell'altra.
La moglie di Quaqueo ha una relazione con un altro uomo che il lampionaio, per qualche ragione, è costretto a tollerare. Ciò nonostante, la gente del paese lo richiama alla disciplina prendendolo in giro e ricordandogli, che certi obblighi, come quello di difendere il proprio onore, esistono e vanno rispettati. Quaqueo, per tutta risposta, si nasconde dietro i suoi obblighi di mestiere. Chiede consiglio per difendersi al cavalier Bissi, assessore e suo superiore. Questi però non sembra in grado di aiutarlo.
Un giorno, il comune, per problemi di appalto, non è più in grado di garantire l'illuminazione pubblica.
A partire da questo momento, Quaqueo è in qualche modo considerato responsabile del problema. Per ripicca viene spinto, tramite intimidazioni, a cogliere almeno in flagrante la moglie con il suo visitatore. Istigato dalla massa, il lampionaio non può fare a meno di fare irruzione nel proprio appartamento, dove troverà effettivamente un uomo. Si tratta però del cavaliere Bissi, il suo capo. Non potendosi ribellare al cavaliere, Quaqueo scarica la sua aggressività sulla moglie:
Per salvare la faccia, nasconde il suo capo nell'armadio per poi mostrare a tutta la gente che il suo appartamento è vuoto e che non c'è nessun amante.